# Abraham Scultetus

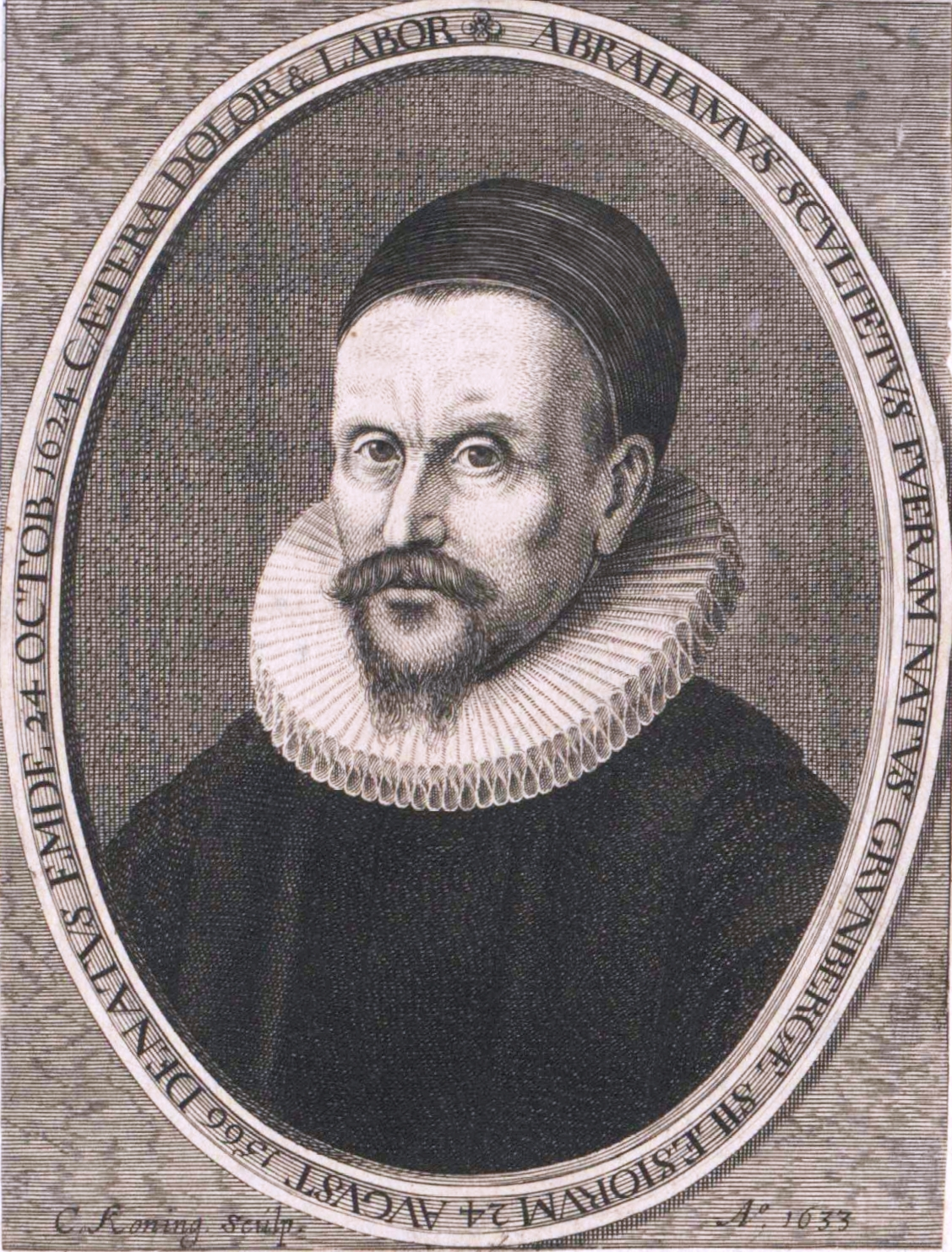
Abraham Scultetus, Stich von Cornelis Koning (1633)

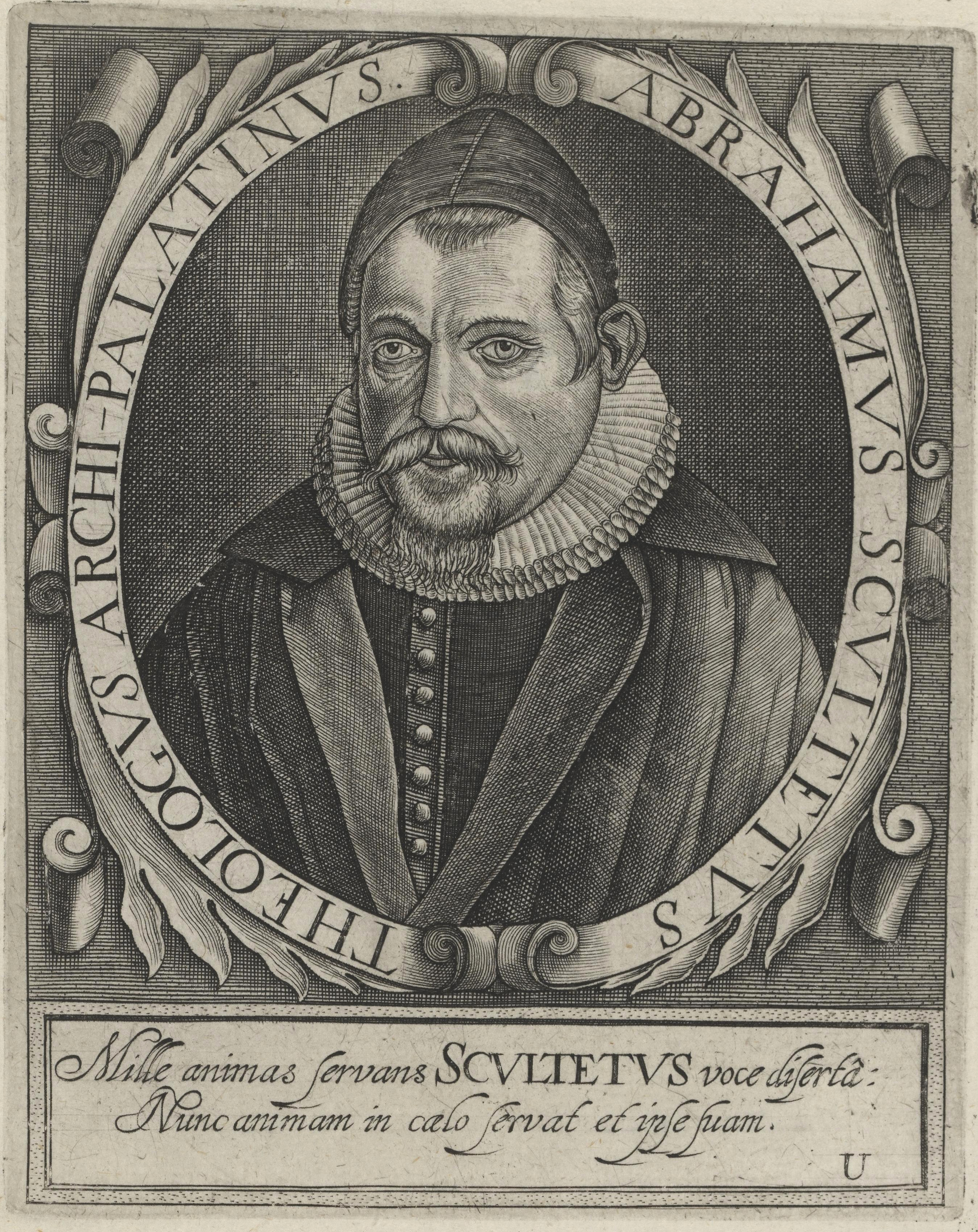
Porträt des Abraham Scultetus

Abraham Scultetus (* 24. August 1566 in Grünberg in Schlesien; † 24. Oktober 1624 in Emden) war Professor der Theologie und der Hofprediger des als Winterkönig bekannten Kurfürsten der Pfalz Friedrich V.

## Leben
Abraham Scultetus entstammte einer schlesischen lutherischen Familie. Diese stellte in Schlesien mehrere Schultheißen (Scultetus ist die latinisierte Form) und Mitglieder von Stadträten. Seine Schulausbildung erhielt er in Grünberg, Breslau, Freistadt und Görlitz.
Scultetus studierte ab 1588 Theologie in Wittenberg und ab 1590 in Heidelberg und trat 1595 in die Dienste des Kurfürsten der Pfalz. Er war seit 1600 Mitglied des Kirchenrats der Kurpfalz und wurde 1615 der Hofprediger Friedrich des V. (* 1596, reg. ab 1610, † 1632). Im Jahre 1618 wurde er Professor für Altes Testament in Heidelberg. Durch seine Positionen gewann er großen Einfluss in religiösen und teilweise auch in politischen Fragen am Hofe Friedrichs. Er wirkte zeitgleich am Heidelberger Hof mit dem ebenfalls aus Grünberg/Schlesien stammenden Theologen Bartholomäus Pitiscus.
Neben Visitationen in der Oberen und Unteren Pfalz begleitete Scultetus den Kurfürsten auf seiner Hochzeitsreise 1613 nach London und vertrat die Kurpfalz 1618–19 auf der Synode von Dordrecht. Als Friedrich 1619 die Wahl zum böhmischen König annahm, ging Scultetus mit ihm nach Prag. Er wurde seitens der kaiserlichen Partei als einer der Hauptverantwortlichen angesehen dafür, dass Friedrich die Wahl angenommen hatte. Dabei wurde aber Scultetus’ Einfluss, der kaum über religiöse Fragen hinausgereicht haben dürfte, wohl als stark übertrieben angenommen.
Hauptverantwortlich allerdings war Scultetus für den Bildersturm im Prager St.-Veits-Dom zu Weihnachten des Jahres 1619. Ein besonderes Ärgernis waren für den kalvinistischen Prediger die Reliquien und Bilder in den Kirchen Böhmens gewesen, die fast unverändert in den ehemals katholischen Kirchen erhalten geblieben waren. Deshalb ließ Scultetus, mit Willen und Wissen des Königs, ab dem 21. Dezember, nur kurz unterbrochen durch das Weihnachtsfest, im St.-Veits-Dom in Prag die religiösen Kunstschätze wegbringen bzw. vernichten. Am 27. und 28. Dezember 1619 wurde der berühmte Marienaltar von Lucas Cranach auf Scultetus’ Veranlassung hin zerstört.
1621 floh Scultetus mit Friedrich aus Böhmen und kehrte 1622 noch einmal kurz nach Heidelberg zurück. Von 1622 bis zu seinem Tode 1624 übernahm er eine Stelle als Prediger im reformierten Emden.
Mehrere seiner Werke wurden von seinem Schwiegersohn Reinhard Wolf übersetzt und herausgegeben, seine Psalmstudien von Johannes Adam.

## Schriften (Auswahl)
- Die Selbstbiographie des Heidelberger Theologen und Hofpredigers Abraham Scultetus (1566–1624) (= Veröffentlichungen des Vereins für Kirchengeschichte in der Evangelischen Landeskirche in Baden. Band 24). Neu herausgegeben u. erläutert von Gustav Adolf Benrath. Evangelischer Presseverband, Karlsruhe 1966, OCLC 600687662.